# Ken Harris
Ken Harris (Condado de Tulare, Califórnia, 31 de julho de 1898 — Woodland Hills, 24 de março de 1982) foi um animador norte-americano que trabalhou em diversos estúdios.
É considerado um dos melhores animadores de sua época. Seu trabalho mais conhecido ocorreu nos estúdios de animação da Warner Brothers, sob a supervisão do diretor Chuck Jones. Esta cooperação começou em 1938 e durou até 1962. Depois que Jones deixou a Warner, Harris trabalhou com o animador Phil Monroe em dois curtas-metragens antes que a Warner fechasse seu departamento de animação. Em 1963, Harris trabalhou por um curto período para o estúdio Hanna-Barbera, até reencontrar-se com Chuck Jones na Metro-Goldwyn-Mayer para um período de trabalho por três anos. Na década de 1970, trabalhou numa versão em animação para o Conto de Natal de Charles Dickens, na abertura do filme A Volta da Pantera Cor-de-Rosa e para o filme de animação longa-metragem The Thief and the Cobbler (O Ladrão e o Sapateiro) 1993.